# NGC 6932
NGC 6932 este o galaxie situată în constelația Păunul. A fost descoperită în 29 iunie 1835 de către John Herschel. Se află la o distanță de 45,29 de megaparseci de Pământ.